# Protect Me, Shugomaru!
Protect Me, Shugomaru! (守れ!しゅごまる, Mamore! Shugomaru) est un shōnen manga écrit et dessiné par Daiki Ihara. Il est prépublié du 22 novembre 2021 au 6 juin 2022 dans le Weekly Shōnen Jump, puis publié en volumes reliés par l'éditeur japonais Shūeisha.

## Synopsis
Afin de protéger l'héritière du conglomérat Ojo de tout danger lors de ses années de lycée, Ojo Sanagi se voit assigner un garde du corps : Shugomaru ! Et face aux projets du mystérieux Skull, Sanagi devra faire confiance à son petit garde du corps, qui a la fâcheuse manie de tout détruire sur son passage...

## Manga
Le manga Protect Me, Shugomaru! est dessiné par Daiki Ihara. La série a été publiée du 51e numéro du Weekly Shōnen Jump publié le 22 novembre 2021, au 27e numéro du même magazine publié le 6 juin 2022. Depuis, la série est éditée sous forme de volumes reliés par Shūeisha et compte au total 3 tomes,.

### Liste des volumes
| no | Japonais       | Japonais          |
| no | Date de sortie | ISBN              |
| -- | -------------- | ----------------- |
| 1  | 4 avril 2022   | 978-4-08-883074-2 |
| 2  | 3 juin 2022    | 978-4-08-883144-2 |
| 3  | 4 août 2022    | 978-4-08-883145-9 |

## Réception
Après la parution du premier chapitre, Steven Blackburn, de Screen Rant, a critiqué la série, déclarant qu'elle n'était pas originale et qu'elle n'avait que peu de chances de durer.

### Sources
1. ↑  « Le Shonen Jump propose trois nouveaux mangas – dont l'un est signé Yûji Kaku (Mise-à-jour) », sur Anime News Network, 8 novembre 2021 (consulté le 1er septembre 2022)
2. ↑  (ja) « 「恋するワンピース」の伊原大貴がジャンプで新連載、ボディガードの少年描くギャグ », sur natalie.mu,‎ 22 novembre 2021 (consulté le 1er septembre 2022)
3. ↑  « Le manga Protect Me, Shugomaru! arrive à son terme », sur Anime News Network, 6 juin 2022 (consulté le 1er septembre 2022)
4. ↑  (en) « Shonen Jump's New Bodyguard Manga Shows Why Sales Are Falling », sur Screen Rant, 23 novembre 2021 (consulté le 1er septembre 2022)

### Œuvres
Édition japonaise
1. 1 2 3  Tome 1
2. 1 2 3  Tome 3
3. 1 2  Tome 2